# Digitaria paniculata
Digitaria paniculata är en gräsart som beskrevs av Thomas Robert Soderstrom och Mcvaugh. Digitaria paniculata ingår i släktet fingerhirser, och familjen gräs. Inga underarter finns listade i Catalogue of Life.